# ميقونة جرداء الجناح
ميقونة جرداء الجناح (الاسم العلمي:Mucuna glabrialata) هي نوع من النباتات تتبع جنس الميقونة من الفصيلة البقولية.